# Calymmochilus scaposus
Calymmochilus scaposus is een vliesvleugelig insect uit de familie Eupelmidae. De wetenschappelijke naam is voor het eerst geldig gepubliceerd in 1988 door Boucek.